# تاريخ الأنمي

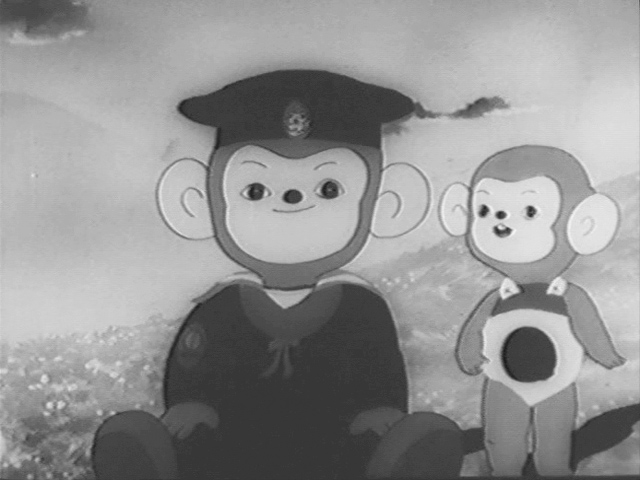
مشهد من فلم موموتارو: البحارة المقدسون، هو اول فلم رسوم متحركة يابانية عرض في 12 ابريل عام1945.

تاريخ الأنمي بدأ في بداية القرن العشرين. وشمل الجيل الأول من الرسوم المتحركة في أواخر 1910s Ōten شيموكاوا، جونيتشي Kōuchi وSeitaro كيتاياما، ويشار إلى أن «الآباء» من أنمي. وخلال الحرب العالمية الثانية، والأفلام الدعائية مثل موموتارو لا Umiwashi (1943) وموموتارو: أومي لا Shinpei (1945) وقدمت، والأخيرة هي أول فيلم أنمي. خلال عقد السبعينات، وضعت أنمي أبعد من ذلك، فصل نفسه من جذورها الغربية، وتطوير أنواع متميزة مثل ميكا وعلى مناحي سوبر روبوت. وتشمل أعراض نموذجية من هذه الفترة لوبين الثالث ومازنجر زد وخلال هذه الفترة أصبحت العديد من صانعي الأفلام الشهيرة، وخاصة هاياو ميازاكي ومامورو اوشي.
في عقد الثمانينات، تم قبول أنمي في التيار الرئيسي في اليابان، وشهدت طفرة في الإنتاج. صعود جاندام، ماكروزس، دراغون بول، والروبوت ريال مدريد، أوبرا الفضاء وأنواع السايبربانك تعيين طفرة كذلك. تدور احداث الفيلم أكيرا السجلات في عام 1988 لتغطية تكاليف إنتاج فيلم أنمي وذهب إلى أن تصبح ناجحًا في جميع أنحاء العالم. في وقت لاحق، في عام 2004، أنتجت نفس المبدعين Steamboy، الذي تولى منصب فيلم أنمي أغلى. حققت الفضاء سفينة حربية ياماتو والسوبر البعد قلعة ماكروزس أيضًا النجاح في جميع أنحاء العالم بعد أن تتكيف على التوالي بليزرز ستار وRobotech.
أدى الإنترنت أيضا إلى ارتفاع فانسب أنمي. الحماسية المشتركة بعيدًا على الجائزة الأولى في مهرجان برلين السينمائي 2002 وحصل على جائزة الأوسكار 2003 لأفضل فيلم رسوم متحركة، في حين البراءة: كانت واردة الشبح في شل في مهرجان كان السينمائي عام 2004.

## وصلات خارجية
- HISTORY OF ANIME: Osamu Tezuka
- A Capsule History of Anime